# Merasjärvi, Norrbotten
Merasjärvi är en sjö i Pajala kommun i Norrbotten och ingår i Torneälvens huvudavrinningsområde. Sjön har en area på 0,654 kvadratkilometer och ligger 260 meter över havet. Merasjärvi ligger i Torne och Kalix älvsystem Natura 2000-område. Sjön avvattnas av vattendraget Merasjoki.

## Delavrinningsområde
Merasjärvi ingår i det delavrinningsområde (755505-181139) som SMHI kallar för Utloppet av Merasjärvi. Medelhöjden är 268 meter över havet och ytan är 5,92 kvadratkilometer. Räknas de 16 avrinningsområdena uppströms in blir den ackumulerade arean 427,87 kvadratkilometer. Merasjoki som avvattnar avrinningsområdet har biflödesordning 3, vilket innebär att vattnet flödar genom totalt 3 vattendrag innan det når havet efter 329 kilometer. Avrinningsområdet består mestadels av skog (67 procent) och sankmarker (16 procent). Avrinningsområdet har 0,79 kvadratkilometer vattenytor vilket ger det en sjöprocent på 13,3 procent.